# دشت‌پلنگ
دشت پلنگ، روستایی است از توابع بخش شنبه و طسوج شهرستان دشتی استان بوشهر ایران.

## جمعیت
این روستا در دهستان طسوج قرار دارد و بر اساس سرشماری سال ۱۳۸۵ آمار رسمی جمعیت آن (۱۰ خانوار) ۳۸ نفر می‌باشد.